# Благодатне (Тульчинський район)
Благода́тне — село в Україні, у Томашпільській селищній громаді Тульчинського району Вінницької області. Населення становить 21 осіб.

## Історія
7 (20) листопада 1917 року, відповідно до Третього Універсалу Української Центральної Ради, увійшло до складу Української Народної Республіки.
12 червня 2020 року, відповідно до Розпорядження Кабінету Міністрів України від  № 707-р «Про визначення адміністративних центрів та затвердження територій територіальних громад Вінницької області», увійшло до складу Томашпільської селищної громади.
19 липня 2020 року, в результаті адміністративно-територіальної реформи та ліквідації  Томашпільського району, увійшло до складу новоутвореного Тульчинського району.

## Населення

### Мова
Розподіл населення за рідною мовою за даними перепису 2001 року:
| Мова       | Кількість | Відсоток |
| ---------- | --------- | -------- |
| українська | 66        | 97.06%   |
| російська  | 2         | 2.94%    |
| Усього     | 68        | 100%     |

## Пам'ятки
На околиці знаходиться Олександрівський парк колишньої власниці села графині Бенет — парк-пам'ятка садово-паркового мистецтва місцевого значення з рекреаційною зоною.